# Shake (Sam Cooke)
Shake è il primo album postumo del cantante statunitense Sam Cooke, pubblicato nel gennaio del 1965.
L'album entra nella Billboard 200, scalando la classifica fino alla posizione 44. Il singolo omonimo raggiunge la settima posizione nella Billboard Hot 100. Il 27 febbraio 1965 Shake supera Sam Cooke at the Copa al primo posto nella classifica degli album R&B, restando in vetta alla classifica per quattro settimane.

## Tracce
Lato A
1. Shake – 2:42 (testo: Sam Cooke – musica: Sam Cooke)
2. Yeah Man – 2:32 (testo: Sam Cooke – musica: Sam Cooke)
3. Win Your Love for Me – 2:20 (testo: L.C. Cook – musica: Sam Cooke)
4. Love You Most of All – 2:19 (testo: Barbara Campbell – musica: Sam Cooke)
5. Meet Me at Mary's Place – 2:40 (testo: Sam Cooke – musica: Sam Cooke)
6. It's Got the Whole World – 2:42 (testo: Sam Cooke – musica: Sam Cooke)

Lato B
1. A Change Is Gonna Come – 2:36 (testo: Sam Cooke – musica: Sam Cooke)
2. I'm in the Mood for Love – 3:23 (testo: Jimmy McHugh & Dorothy Fields – musica: Sam Cooke)
3. You're Nobody Till Somebody Loves You – 2:56 (testo: James Cavanaugh, Larry Stock, Russ Morgan – musica: Sam Cooke)
4. Come Loves – 2:28 (testo: Charles Tobias, Lew Brown, Samuel Stept – musica: Sam Cooke)
5. I'm Just a Country Boy – 2:40 (testo: Fred Brooks, Marshall Barer – musica: Sam Cooke)
6. (Somebody) Ease My Troublin' Mind – 2:53 (testo: Sam Cooke – musica: Sam Cooke)

## Classifiche
| Classifica (1965)         | Posizione massima |
| ------------------------- | ----------------- |
| Stati Uniti               | 44                |
| US Top R&B/Hip-Hop Albums | 1                 |